# امیر اشل
امیر اشل (انگلیسی: Amir Eshel; زادهٔ ۱۹۵۹) سرلشکر خلبان بازنشسته نیروهای دفاعی اسرائیل است، که در فاصله سال‌های ۲۰۱۲ تا ۲۰۱۷ به‌عنوان هفدهمین فرمانده نیروی هوایی اسرائیل فعالیت می‌کرد.
اشل فعالیت نظامی را از سال ۱۹۷۷ در نیروی هوایی اسرائیل آغاز کرد، از ۱۹۹۳ تا ۱۹۹۵ فرماندهی اسکادران ۲۰۱ را برعهده داشت، از ۱۹۹۷ تا ۱۹۹۹ رئیس اداره عملیات نیروی هوایی اسرائیل بود و از ۱۹۹۹ تا ۲۰۰۰ به‌عنوان فرمانده پایگاه هوایی رامون فعالیت می‌کرد.
وی در فاصله سال‌های ۲۰۰۰ تا ۲۰۰۴ فرماندهی پایگاه هوایی تل نوف را برعهده داشت، از ۲۰۰۴ تا ۲۰۰۶ فرمانده گروه اطلاعات هوایی اسرائیل بود، از ۲۰۰۶ تا ۲۰۰۸ به‌عنوان رئیس ستاد نیروی هوایی فعالیت می‌کرد و در فاصله سال‌های ۲۰۰۸ تا ۲۰۱۲ ریاست اداره برنامه‌ریزی نیروی دفاعی اسرائیل را برعهده داشت.

## زندگی‌نامه
امیر اشل در سال ۱۹۵۹ در یافا زاده شد. پدرش، یحزقل (هزی) اشل (در اصل بطاط)، در عراق متولد شد و در سال ۱۹۳۶ به فلسطین تحت قیمومیت مهاجرت کرد. او در جنگ اعراب و اسرائیل در سال ۱۹۴۸ در تیپ گیواتی جنگید. مادرش، ادنا، از بازماندگان هولوکاست اهل روسیه بود.
اشل متأهل و پدر سه فرزند است. او دارای مدرک اقتصاد از دانشگاه آبرن در مونتگومری، آلاباما و مدرک علوم سیاسی از مرکز مطالعات امنیت ملی دانشگاه حیفا است.

## سوابق نظامی
اشل در سال ۱۹۷۷ به ارتش اسرائیل پیوست. پس از فارغ‌التحصیلی از آکادمی پرواز نیروی هوایی اسرائیل به عنوان خلبان جنگنده در سال ۱۹۷۹، اشل با هواپیمای ای-۴، ابتدا از پایگاه اتزیون و سپس از پایگاه هوایی رامون، پرواز کرد. او همچنین در طول جنگ لبنان در سال ۱۹۸۲ با هواپیمای اسکای‌هاوک پرواز کرد. پس از خدمت در آکادمی پرواز به عنوان مربی جنگی، اشل به عنوان خلبان اف-۱۶ از پایگاه هوایی رمات دیوید به خدمت پرداخت. بین سال‌های ۱۹۹۳ تا ۱۹۹۵، اشل فرماندهی اسکادران ۲۰۱ در تل نوف را بر عهده داشت. اشل با پرواز با مدل کورناس ۲۰۰۰ از جنگنده اف-۴ فانتوم، رهبری این اسکادران را در طول عملیات خوشه‌های خشم بر عهده داشت. بین سال‌های ۱۹۹۷ تا ۱۹۹۹، اشل ریاست بخش عملیات نیروی هوایی اسرائیل را بر عهده داشت.
در سال ۱۹۹۹، اشل به فرماندهی پایگاه هوایی رامون منصوب شد. در ۱۶ دسامبر ۱۹۹۹، اشل هنگام انتقال یک هلیکوپتر بوئینگ ای‌اچ-۶۴ آپاچی از رامون به شمال اسرائیل، در حین انجام یک بررسی معمول سیستم‌های تسلیحاتی روی هلیکوپتر ظاهراً غیرمسلح، به‌طور تصادفی یک موشک ای‌جی‌ام-۱۱۴ هل‌فایر را شلیک کرد که با اختلاف کمی از کنار گروهی از سربازان ذخیره نیروی هوایی اسرائیل در همان نزدیکی گذشت. این حادثه که او به خاطر آن جریمه شد، در پرونده او ثبت شد، اما مانع از ارتقاء بیشتر او نشد. در سال ۲۰۰۰ اشل به فرماندهی پایگاه هوایی تل نوف منصوب شد.
اشل در سپتامبر ۲۰۰۳، فرماندهی سه فروند اف-۱۵ ایگل نیروی هوایی اسرائیل را در پروازی بر فراز اردوگاه کار اجباری آشویتس بر عهده داشت. در حالی که این هواپیما بر فراز اردوگاه پرواز می‌کرد، اشل پیامی را برای مراسمی که در پایین برگزار می‌شد، پخش کرد:
ما خلبانان نیروی هوایی، که در آسمان اردوگاه وحشت پرواز می‌کنیم، از خاکستر میلیون‌ها قربانی برخاسته‌ایم و فریادهای خاموش آنها را به دوش می‌کشیم، به شجاعت آنها درود می‌فرستیم و قول می‌دهیم که سپر قوم یهود و ملت آن اسرائیل باشیم.
در سال ۲۰۰۴، اشل به عنوان رئیس گروه هوایی نیروی هوایی اسرائیل منصوب شد و فرماندهی تمام تجهیزات عملیاتی را بر عهده گرفت و در ژانویه ۲۰۰۶ به عنوان رئیس ستاد نیروی هوایی اسرائیل منصوب شد، نقشی که در طول جنگ ۲۰۰۶ اسرائیل و لبنان بر عهده داشت. اشل متعاقباً به خاطر بهبودهایی که پس از جنگ در ادغام هوا و زمین ایجاد شد، مورد تقدیر قرار گرفت.
در ۲۷ مارس ۲۰۰۸، او به درجه سرلشکری ارتقا یافت و به عنوان رئیس اداره برنامه‌ریزی نیروی دفاعی اسرائیل منصوب شد. او جایگزین ایدو نهوشتان شد که به تازگی به عنوان فرمانده نیروی هوایی اسرائیل منصوب شده بود. در ۵ فوریه ۲۰۱۲، اشل به عنوان جانشین نهوشتان به عنوان فرمانده نیروی هوایی اسرائیل اعلام شد، زمانی که نهوشتان در ماه مه ۲۰۱۲ دوره فرماندهی خود را به پایان رساند. سایر کاندیداها سرلشکر یوچانان لاکر، دبیر نظامی نخست‌وزیر، و سرتیپ نیمرود شفر، رئیس ستاد نیروی هوایی اسرائیل بودند.
دوره فرماندهی اشل به عنوان فرمانده نیروی هوایی اسرائیل در ۱۰ اوت ۲۰۱۷ به پایان رسید و سرلشکر آمیکام نورکین جانشین او شد.